# Ficus stuhlmannii
Ficus stuhlmannii är en mullbärsväxtart som beskrevs av Otto Warburg. Ficus stuhlmannii ingår i släktet fikonsläktet, och familjen mullbärsväxter. Inga underarter finns listade i Catalogue of Life.

## Bildgalleri

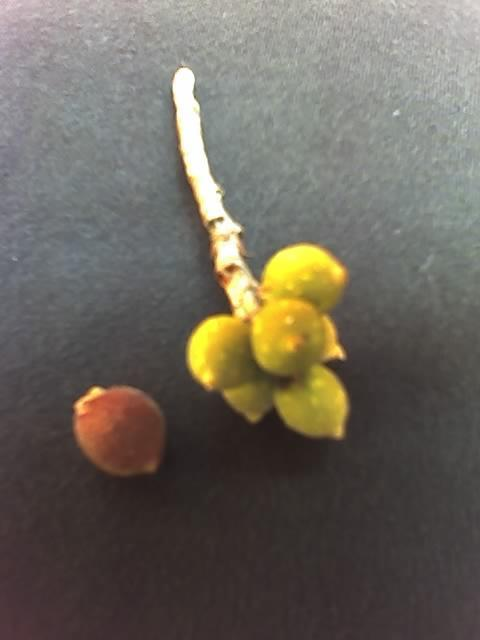
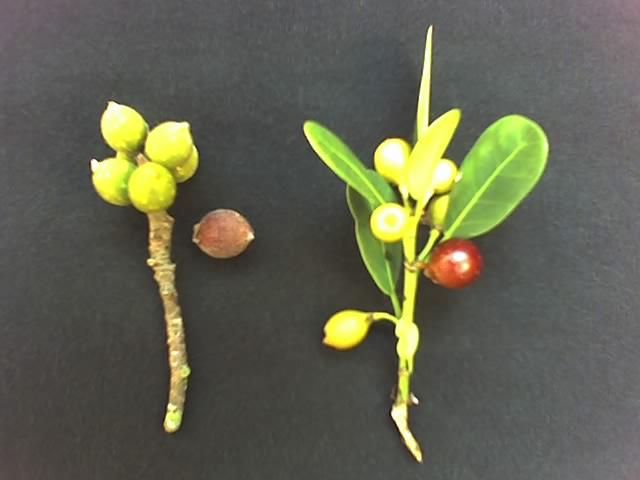